# Liste der Mitglieder der American Academy of Arts and Sciences/1816
Im Jahr 1816 wählte die American Academy of Arts and Sciences drei Personen zu ihren Mitgliedern.

## Neugewählte Mitglieder
- DeWitt Clinton (1769–1828)
- Joseph Green Cogswell (1786–1871)
- Samuel Willard (1775–1859)